# 퀸 (영화)
퀸(Queen)은 인도에서 제작된 비카스 발 감독의 2014년 코미디, 드라마 영화이다. 칸가나 라놀트 등이 주연으로 출연하였고 아누락 카시압 등이 제작에 참여하였다.

## 출연

### 주연
- 칸가나 라놀트
- 리사 헤이든
- 보쿄 미시
- 라지쿠마르 야다브